# Кирюханцев Ігор Олегович
Ігор Олегович Кирюханцев (нар. 29 січня 1996, Макіївка, Україна) — український футболіст, правий захисник луганської «Зорі». Грав за молодіжну збірну України.

## Клубна кар'єра
Ігор Кирюханцев народився 29 січня 1996 року в Макіївці. Вихованець Академії ФК «Шахтар». За молодіжний склад «Шахтаря» провів 53 матчі (1 гол). У Юнацькій лізі УЄФА в складі «Шахтаря» провів 16 ігор. У сезоні 2016/17 дебютував за «гірників» в матчі Прем'єр-ліги проти «Олександрії».
В липні 2017 року перейшов в оренду в «Маріуполь», за який виступав упродовж чотирьох сезонів (72 матчі — 3 м'ячі).
2 вересня 2021 року підписав орендну угоду з «Олександрією» (10 матчів — 1гол).
23 вересня 2022 року було оголошено про перехід гравця в луганську «Зорю».

## Статистика виступів
| Клуб          | Сезон   | Ліга  | І  | Г |
| ------------- | ------- | ----- | -- | - |
| «Шахтар»      | 2016—17 | УПЛ   | 1  | 0 |
| «Шахтар»      | Разом   | Разом | 1  | 0 |
| «Маріуполь»   | 2017—18 | УПЛ   | 18 | 0 |
| «Маріуполь»   | 2018—19 | УПЛ   | 13 | 0 |
| «Маріуполь»   | 2019—20 | УПЛ   | 23 | 3 |
| «Маріуполь»   | 2020—21 | УПЛ   | 18 | 0 |
| «Маріуполь»   | Разом   | Разом | 72 | 3 |
| «Олександрія» | 2021—22 | УПЛ   | 10 | 1 |
| «Олександрія» | Разом   | Разом | 10 | 1 |

## Збірна
Із 2011 року грав у юнацькій збірній України і був учасником юнацького чемпіонату Європи (U-17) у 2013 році та чемпіонату Європи (U-19) у 2015 році.
У 2016—2018 роках грав за молодіжну збірну України.